# Richard Dübell
Richard Dübell (* 5. Oktober 1962 in Landshut) ist ein deutscher Schriftsteller und Grafiker.

## Leben und Schaffen
Richard Dübell ist als Autor historischer Romane bekannt. Nach dem Erfolg seiner ersten Bücher beim Nymphenburger Verlag/Langen-Müller-Herbig wechselte Dübell zum Verlagshaus Lübbe, das seine Hardcover-Bände im Haus Ehrenwirth und seine Taschenbücher bei Bastei-Lübbe publiziert. Neben seinen schriftstellerischen Aktivitäten leitet er eine Schreibwerkstatt, die er sowohl in Abendkursen als auch als Wochenendseminare und Urlaubsreisen anbietet, und arbeitet als Cartoonist und Grafiker.
Richard Dübell ist einer der Paten des art.131-Projekts des Bayerischen Kultusministeriums, das sich der Aufgabe verschrieben hat, Kunst und Kulturschaffen an bayerischen Schulen zu fördern. Dübell ist in zwei Projekte involviert: eine Schreibwerkstatt und ein Gemeinschaftsroman-Projekt. Daneben engagiert er sich, um das Handwerk des Schreibens und die Kultur des Lesens jungen Menschen nahezubringen, vor allem in Hauptschulen.
Für seine Lesungen zusammen mit dem DJ und Tontechniker Maik O. Klein hat er den Begriff der „medialen Lesung“ geprägt, bei denen Musik- und Toneffekte mit dem gelesenen Text vermengt werden.
Die Stadt Landshut hat Richard Dübell im Jahr 2003 den Kulturförderpreis verliehen und widmete „ihrem“ lokalen Autor die zehnte Folge der Landshuter Literaturtage 2006.
Dübells Roman „Der Tuchhändler“ wird derzeit in ein Drehbuch adaptiert, an dem der Autor selbst mitarbeitet. Sein Roman „Der Jahrtausendkaiser“ nimmt die These des Erfundenen Mittelalters auf. In „Die Teufelsbibel“ widmet er sich einem der rätselhaftesten Artefakte der mittelalterlichen Kirchengeschichte, dem Codex Gigas. Die gesamte Teufelsbibel-Trilogie, „Die Teufelsbibel“, „Die Wächter der Teufelsbibel“ und „Die Erbin der Teufelsbibel“ sind in 14 Sprachen weltweit übersetzt worden, es gibt Ideen für eine Umsetzung in ein Brettspiel und eine Verfilmung.
2009 nahm er erstmals an der Landshuter Hochzeit teil.
2012 steuerte er mit Band 2659, Toufec, einen Gastroman zur Heftromanserie Perry Rhodan bei.

## Auszeichnungen
- 2017 Goldener Homer in der Kategorie Spannung & Abenteuer für Die Krone des Schicksals

## Werke
- Der Tuchhändler. 1997, ISBN 3-404-12935-0.
- Der Jahrtausendkaiser. 1998, ISBN 3-485-00793-5.
- Eine Messe für die Medici. 2000, ISBN 3-485-00835-4.
- Die schwarzen Wasser von San Marco. 2002, ISBN 3-7857-2080-7.
- Das Spiel des Alchimisten. 2003, ISBN 3-431-03005-X.
- Die Tochter des Bischofs. 2004, ISBN 3-431-03084-X.
- Die sieben Häupter. (Gemeinschaftswerk des Autorenkreises QUO VADIS), 2004, ISBN 3-7466-2077-5.
- Ein Landshuter Spesensatz. in der Krimi-Anthologie Tatort Bayern, Hrsg. Angela Eßer, 2005, ISBN 978-3-89425-299-1.
- Der Sohn des Tuchhändlers. 2006, ISBN 3-431-03674-0.
- Im Schatten des Klosters. 2006, ISBN 3-404-15441-X.
- Die Teufelsbibel. 2007, ISBN 978-3-431-03718-0.
- Die Braut des Florentiners. 2007, ISBN 978-3-404-15714-3.
- Die Wächter der Teufelsbibel. 2008, ISBN 978-3-431-03758-6.
- Die Erbin der Teufelsbibel. 2010, ISBN 978-3-7857-2391-3.
- Die Pforten der Ewigkeit. 2011, ISBN 978-3-7857-2422-4.
- Löwenherz. Im Auftrag des Königs. 2012, ISBN 978-3-473-40078-2.
- Perry Rhodan. Band 2659 – Toufec, 2012
- Der letzte Paladin. 2013, ISBN 978-3-7857-2469-9.
- Allerheiligen. 2013, ISBN 978-3-548-28486-6.
- Himmelfahrt. 2014, ISBN 978-3-548-28487-3.
- Zorn des Himmels. 2014, ISBN 978-3-7857-2514-6.
- Das Buch der Finsternis. 2014, ISBN 978-3-473-40112-3.
- Der Jahrhundertsturm. 2015, ISBN 978-3-548-28664-8.
- Last Secrets – Das Rätsel von Loch Ness: Band 1. 2015, ISBN 978-3-8339-3925-9.
- Krone des Schicksals. 2016, ISBN 978-3-7857-2570-2.
- Viking Warriors. Ravensburger Buchverlag 2016, 3 Bände, ISBN 978-3-473-40142-0.
- Der Jahrhunderttraum. 2017, ISBN 978-3-548-28827-7.
- Das Jahrhundertversprechen. 2018, ISBN 978-3-548-28966-3.
- Bote des Feuers. 2018.